# Galium lanulosum
Galium lanulosum là một loài thực vật có hoa trong họ Thiến thảo. Loài này được Ostapko mô tả khoa học đầu tiên năm 1993.